# ザ・ネクスト・デイ
『ザ・ネクスト・デイ』（The Next Day）は、2013年3月に発売されたデヴィッド・ボウイの27枚目のアルバム。

## 概要
オリジナル・アルバムとしては2003年の『リアリティ』以来、実に10年ぶりとなる。一部報道では「ボウイは事実上引退した」との情報も流れていただけに、新作の発売は驚きをもって迎えられた。
2013年1月8日、ボウイの66歳の誕生日に公式サイト上にて突如リリースが発表された。併せて10年ぶりの新曲「ホエア・アー・ウィ・ナウ？」（なお「ホエア・アー・ウィ・ナウ？」という言葉は息子ダンカン・ジョーンズの出世作『月に囚われた男』の最初にでる字幕フレーズである）がミュージック・ビデオと共に公開された。同曲は瞬く間に世界各国のiTunesチャートで1位を記録し、英国シングル・チャートでも「ジャンプ・ゼイ・セイ」以来20年ぶりにトップ10入りを果たした。
続く2月25日には「ザ・スターズ」がアルバムから2作目のシングルとして発売された。この曲のMVでは女優のティルダ・スウィントンと共演しており、前作のMVとは違ってボウイの演技が全編に渡って披露されている。
そして、3月13日にいよいよアルバム（国内盤）がリリースされる。発売されるや各国のiTunesチャートを駆け上がり、60ヶ国以上で1位を獲得。英アルバム・チャートでも『ブラック・タイ・ホワイト・ノイズ』以来20年ぶりに1位を獲得した。日本でもオリコン初登場5位を記録し、20年ぶりのトップ10入りを果たすと共に、66歳3ヵ月での歴代最年長トップ10入りの記録を樹立した。アメリカにおいてもビルボード・アルバム・チャートにおいて、最高位4位だった『レッツ・ダンス』以来30年ぶりのトップ10入り、かつ自身最高位の初登場2位を記録した。また「2013年に世界で最も売れたアナログ盤」だという。

## 徹底した情報管理
ボウイの新作レコーディングは極秘裏に進められており、参加したミュージシャンやスタッフを始め、果てはスタジオにコーヒーを届けるデリバリー業者の配達員まで全員がレコーディングしている事実を決して口外しないよう誓約書にサインを求められた。このような徹底した情報管理の下、アルバムは制作されていく。またレコーディング参加要請を断ったロバート・フリップが、そのことを自身のブログに書いてしまったとも報じられたが、実際に要請があったのかどうかは双方の意見が食い違っている。
こうしてレコーディングは断続的に行われ、2010年11月の最初のセッションから2年をかけて完成した。そして事前情報がまったく無いままリリースの告知がなされた上、ボウイ本人がインタビューには一切応じないという方針で、メディアにも姿を現さなかった。

## アルバム・ジャケット
印象的なアルバム・ジャケットは、1977年のアルバム『ヒーローズ』のジャケットの「HEROES」のタイトル部分をX印で消して、ボウイの顔の部分を白い四角で覆い隠したもの。ジョナサン・バーンブルックがデザインを担当している。
また、Facebookのプロフィール写真をボウイの新作アートワーク風にできるというアプリ「誰でもザ・ネクスト・デイ」もリリースされた。

## 評価
各国プレスのレビューは軒並み好評で、「史上最高のカムバック・アルバム」とも評され、同業者のミュージシャンにも好評を得た。
- 「息をのむほど美しい、見事なカムバック」　-　ロサンゼルス・タイムズ紙
- 「豊かで濃く、心を駆り立てる音楽」　-　ウォール・ストリート・ジャーナル紙
- 「史上最高のカムバック・アルバム」　-　インディペンデント紙
- 「10年ぶりのカムバックは決して博物館のような内容ではなく、非常に現代的な感覚に溢れている」　-　テレグラフ紙
- 「『ロウ』や『ヒーローズ』に匹敵するものとして考えるべき」　-　Q誌
- 「世界は『ザ・ネクスト・デイ』により、鎖を解き放たれた攻撃犬に生まれ変わったボウイに出会うことになる」　-　MOJO誌
- 「明るくポップ。伝えずにはいられない物語のような曲たち」　-　NME誌
- 「20年近く前に出した『アウトサイド』以来の傑作。私たちの想像を遥かに超えた逸品」　-　クラシック・ロック誌
- 「挑戦に近い凱旋作。画期的でダークで大胆で創造力に満ちている。デヴィッド・ボウイにしか作り得ないアルバム」　-　BBC

- 「デヴィッド・ボウイのアルバムは10点満点以上」-　ノエル・ギャラガー[10]

## 収録曲

### The Next Day Tracks
| 全作詞: デヴィッド・ボウイ、全作曲: デヴィッド・ボウイ（注記があるものを除く）。 |                                                                                          |                    |                                            |      |
| #                                                                                | タイトル                                                                                 | 作詞               | 作曲・編曲                                 | 時間 |
| 1.                                                                               | 「ザ・ネクスト・デイ」(The Next Day)                                                     | デヴィッド・ボウイ | デヴィッド・ボウイ（注記があるものを除く） | 3:27 |
| 2.                                                                               | 「ダーティ・ボーイズ」(Dirty Boys)                                                       | デヴィッド・ボウイ | デヴィッド・ボウイ（注記があるものを除く） | 2:58 |
| 3.                                                                               | 「ザ・スターズ」(The Stars (Are Out Tonight))                                            | デヴィッド・ボウイ | デヴィッド・ボウイ（注記があるものを除く） | 3:56 |
| 4.                                                                               | 「ラヴ・イズ・ロスト」(Love Is Lost)                                                     | デヴィッド・ボウイ | デヴィッド・ボウイ（注記があるものを除く） | 3:57 |
| 5.                                                                               | 「ホエア・アー・ウィ・ナウ？」(Where Are We Now?)                                        | デヴィッド・ボウイ | デヴィッド・ボウイ（注記があるものを除く） | 4:08 |
| 6.                                                                               | 「ヴァレンタイン・デイ」(Valentine's Day)                                                | デヴィッド・ボウイ | デヴィッド・ボウイ（注記があるものを除く） | 3:01 |
| 7.                                                                               | 「イフ・ユー・キャン・シー・ミー」(If You Can See Me)                                    | デヴィッド・ボウイ | デヴィッド・ボウイ（注記があるものを除く） | 3:15 |
| 8.                                                                               | 「アイド・ラザー・ビー・ハイ」(I'd Rather Be High)                                       | デヴィッド・ボウイ | デヴィッド・ボウイ（注記があるものを除く） | 3:53 |
| 9.                                                                               | 「ボス・オブ・ミー」(David Bowie, Gerry Leonard)                                         | デヴィッド・ボウイ | デヴィッド・ボウイ（注記があるものを除く） | 4:09 |
| 10.                                                                              | 「ダンシング・アウト・イン・スペース」(Dancing Out in Space)                             | デヴィッド・ボウイ | デヴィッド・ボウイ（注記があるものを除く） | 3:24 |
| 11.                                                                              | 「ハウ・ダズ・ザ・グラス・グロウ？」(David Bowie, Jerry Lordan)                          | デヴィッド・ボウイ | デヴィッド・ボウイ（注記があるものを除く） | 4:33 |
| 12.                                                                              | 「セット・ザ・ワールド・オン・ファイア」((You Will) Set the World On Fire)               | デヴィッド・ボウイ | デヴィッド・ボウイ（注記があるものを除く） | 3:30 |
| 13.                                                                              | 「ユー・フィール・ソー・ロンリー・ユー・クッド・ダイ」(You Feel So Lonely You Could Die) | デヴィッド・ボウイ | デヴィッド・ボウイ（注記があるものを除く） | 4:41 |
| 14.                                                                              | 「ヒート」(Heat)                                                                         | デヴィッド・ボウイ | デヴィッド・ボウイ（注記があるものを除く） | 4:25 |
| 合計時間:                                                                        | 合計時間:                                                                                | 53:17              |                                            |      |

### The Next Day Extra
※発売後に録音された新曲及び各国のデラックス盤に収録されていたボーナストラック全てを含めたボーナスディスク。
| #         | タイトル                                                             | 作詞  | 作曲・編曲 | 時間  |
| --------- | -------------------------------------------------------------------- | ----- | ---------- | ----- |
| 1.        | 「Atomica」                                                          |       |            | 4:05  |
| 2.        | 「Love Is Lost (Hello Steve Reich Mix by James Murphy for the DFA)」 |       |            | 10:26 |
| 3.        | 「Plan」                                                             |       |            | 2:00  |
| 4.        | 「The Informer」                                                     |       |            | 4:31  |
| 5.        | 「I'd Rather Be High (Venetian Mix)」                                |       |            | 3:49  |
| 6.        | 「Like A Rocket Man」                                                |       |            | 3:29  |
| 7.        | 「Born In A UFO」                                                    |       |            | 3:02  |
| 8.        | 「I'll Take You There」                                              |       |            | 2:40  |
| 9.        | 「God Bless The Girl」                                               |       |            | 4:11  |
| 10.       | 「So She」                                                           |       |            | 2:31  |
| 合計時間: | 合計時間:                                                            | 40:43 |            |       |